# Felipe Paulino
Pour les articles homonymes, voir Paulino.
Felipe Adolfo Paulino Del Guidice (né le 5 octobre 1983 à Saint-Domingue en République dominicaine) est un ancien lanceur droitier de la Ligue majeure de baseball.

## Biographie

### Astros de Houston
Felipe Paulino est recruté comme agent libre amateur le 2 juillet 2001 par les Astros de Houston. Après cinq saisons en Ligues mineures, il débute en Ligue majeure le 5 septembre 2007.
Après quelques parties jouées en 2007 pour les Astros, il revient dans les majeures en 2009, jouant 23 parties, dont 17 comme lanceur partant. Il n'enregistre que trois victoires contre onze défaites, avec une moyenne de points mérités élevée à 6,27.
En 2010, son dossier avec Houston est de 1-9 avec une moyenne de 7,11. 

### Rockies du Colorado
Le 18 novembre 2010, il passe aux Rockies du Colorado en retour du joueur de deuxième but Clint Barmes.
Blessé à l'épaule, Paulino rate plus d'un mois d'activité au début de la saison 2011. En dix-huit sorties en relève pour les Rockies, il montre déjà une fiche d'aucune victoire et quatre défaites, avec une moyenne de points mérités très élevée de 7,36 en 14 manches et deux tiers lancées. 

### Royals de Kansas City
Le 26 mai 2011, Paulino est transféré aux Royals de Kansas City en retour d'une somme d'argent. Il obtient 20 départs chez les Royals, en plus d'une présence comme releveur. Sa moyenne de points mérités se maintient à 4,11 en 124 manches et deux tiers lancées. Il remporte 4 matchs contre six revers et termine l'année avec une fiche victoires-défaites de 4-10 et une moyenne de 4,46 points mérités accordés par partie pour les Rockies et les Royals.
Il effectue 7 départs pour Kansas City en 2012 et fait bien avec une moyenne de points mérités de 1,67 en 37 manches et deux tiers lancées. Mais en juillet, il doit subir une opération de type Tommy John à l'épaule, une intervention qui est suivie d'une longue convalescence. Il amorce 2013 sur la liste des blessés avant de revenir au jeu en cours d'année, mais uniquement avec un club-école des Royals en ligues mineures,.

### White Sox de Chicago
Paulino rejoint les White Sox de Chicago mais n'effectue que 4 départs en 2014, encaissant deux défaites et accordant 23 points mérités en 18 manches et un tiers lancées.

### Red Sox de Boston
Il signe un contrat des ligues mineures avec les Red Sox de Boston fin janvier 2015 mais est libéré le 31 mars suivant, dans les derniers jours de l'entraînement de printemps.

## Statistiques
En saison régulière
| Statistiques de lanceur |         |    |    |    |     |   |    |    |       |     |      |
| Saison                  | Équipe  | G  | GS | CG | SHO | V | D  | SV | IP    | SO  | ERA  |
| 2007                    | Houston | 5  | 3  | 0  | 0   | 2 | 1  | 0  | 19.0  | 11  | 7,11 |
| 2009                    | Houston | 23 | 17 | 0  | 0   | 3 | 11 | 0  | 97.2  | 93  | 6,27 |
| Totaux                  |         | 28 | 20 | 0  | 0   | 5 | 12 | 0  | 116.2 | 104 | 6,40 |

Note: G = Matches joués ; GS = Matches comme lanceur partant ; CG = Matches complets ; SHO = Blanchissages ; 
V = Victoires ; D = Défaites ; SV = Sauvetages ; IP = Manches lancées ; SO = retraits sur des prises ; ERA = Moyenne de points mérités.